# Azzedine Brahmi
Azzedine Brahmi (in arabo عزالدين ابراهيمي‎?; 13 settembre 1966) è un ex siepista algerino.

## Palmarès

### Mondiali
- 1 medaglia:
  - 1 bronzo (1991)

### Giochi del Mediterraneo
- 2 medaglie:
  - 1 oro (1991)
  - 1 argento (1993)

### Campionati africani
- 2 medaglie:
  - 2 ori (1988; 1989)